# Klaus Roth
Klaus Roth (alemany: Klaus Friedrich Roth)  (Breslau, 29 d'octubre de 1925 - Inverness, 10 de novembre de 2015) fou un matemàtic britànic, conegut pels seus treballs en la branca de la teoria de nombres. Va néixer a Prússia, però va estudiar en el Regne Unit, a on es va traslladar la família el 1933. Es va graduar el 1945 a Peterhouse, a la Universitat de Cambridge. Va obtenir la Medalla Fields el 1958 pel Teorema de Roth o teorema Thue Siegel Roth. El 1960 va ser elegit membre de la Royal Society i el 1991 va rebre la Medalla Sylvester.

## Obra destacada
- Roth, Klaus Friedrich «Rational approximations to algebraic numbers». Mathematika, 2, 1955, p. 1–20, 168. DOI: 10.1112/S0025579300000644. ISSN: 0025-5793.
- Halberstam, Heini; Roth, Klaus Friedrich. Sequences. 2a edició.  Berlin, New York: Springer-Verlag, 1983. ISBN 978-0-387-90801-4.